# 比利時及北法蘭西專員轄區
比利時及北法蘭西專員轄區（德語：Reichskommissariat Belgien-Nordfrankreich）是納粹德國和法國北部的部分地區設立的一個專員轄區，為民事行政機關。轄區在1944年7月13日根據希特勒的《1944年7月13日元首關於在比利时和法國北部被佔領土上建立民政管理機構的法令》設立。
專員轄區取代了早前的军事政府，即1940年5月20日在同一地区建立的比利时和法国北部军事行政區。
1944年7月13日，Josef Grohé被任命為該轄區的首任帝國專員。该辖区在盟军于诺曼底登陆后一系列战役的猛烈攻势下最终解体，后被纳粹德国吞并。